# آن ماري كالهون
آن ماري كالهون (بالإنجليزية: Ann Marie Calhoun)‏ هي معلمة موسيقى وعازفة كمان أمريكية، ولدت في 1980 في غوردونسفيل في الولايات المتحدة.

## وصلات خارجية
- الموقع الرسمي
- آن ماري كالهون على موقع IMDb (الإنجليزية)
- آن ماري كالهون على موقع ميوزك برينز (الإنجليزية)
- آن ماري كالهون على موقع أول ميوزيك (الإنجليزية)
- آن ماري كالهون على موقع ديسكوغز (الإنجليزية)